# Niger Tornadoes FC
Niger Tornadoes is een Nigeriaanse voetbalclub uit Minna.

## Erelijst
- Beker van Nigeria

2000: winnaar
1982: finalist
- Nigeria National League

1996: winnaar

## Optredens in CAF-competities
- CAF Beker der Bekerwinnaars: 1 deelname

2001 - kwartfinales
- West-Afrikaans clubkampioenschap: 1 deelname

2010 - kwartfinales
Abia Warriors · 
ABS FC · 
Akwa United · 
El Kanemi Warriors · 
Enugu Rangers · 
Enyimba · 
Gombe United · 
Ifeanyi Uba · 
Kano Pillars · 
Katsina United · 
Lobi Stars · 
MFM · 
Nasarawa United · 
Niger Tornadoes · 
Plateau United · 
Remo Stars · 
Rivers United · 
Shooting Stars · 
Sunshine Stars · 
Warri Wolves · 
Wikki Tourists